# Понора
Понòра е водна пещера на около 2 km юг-югозападно от село Чирен, в западното подножие на рида Милин камък, Западния Предбалкан. Образувана е в аптски варовици.
Пещерата е постоянен понор за водите на река Лиляшка, дълга е 3497 m и във всичките ѝ галерии тече вода.
Подземната река има малки водопади, както и образува серия от тесни дълги езера, на места много дълбоки. Последното езеро и реката завършват със сифон, чиято вода се излива в живописния карстов извор Жабокрек. В пещерата има много синтрови прегради, сталактони, сталагмити и сталактити, най-известни от които са „Големият водопад“, „Замъците“, „Атомният взрив“. Открита е през 1960 г., изследвана и картирана е през 1961 г. През 1963 г. е обявена за природна забележителност.
Сифонът към Жабокрек, разположен в края на пещерата след дългото близо 800 m последно езеро, е достъпен само за водолази.
Пещерата към 2021 г. е неблагоустроена. Проникването в пещерните галерии от неспециалисти и лица без опит в пещерното дело не е препоръчително без опитен водач.
Пещерата „Понора“ е част от защитената зона BG0000594 „Божия мост – Понора“ с обща площ 227,8999 ha.